# Trixen

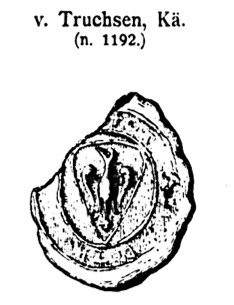
Siegel derer von Truchsen / Trixen (1192)

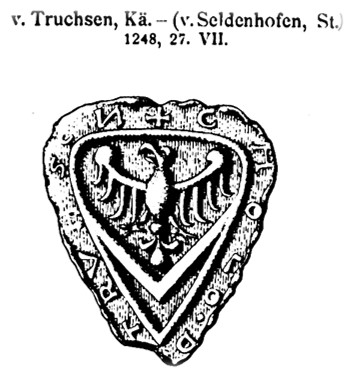
Siegel derer von Truchsen / Trixen (1248)

Trixen (slowenisch Trušnje) ist der Name eines Tales im nordwestlichen Gebiet der Stadt- und Großgemeinde Völkermarkt in Kärnten/Österreich mit historischer Bedeutung. Aktuelle Ortsnamen sind Ober-, Mitter- und Niedertrixen (slowenisch Zgornje –, Srednje –, Spodnje Trušnje), entwässert wird das Tal vom Trixenbach (slowenisch Trušnenjski potok).
Die Trixener (Trixner, Truchsner, Herren von Trixen, Herren von Truchsen) waren ein adeliges Ministerialengeschlecht des 12., 13. und 14. Jahrhunderts, das sich nach Burgen und Herrschaft Trixen benannt hat.

## Geschichte
Die erste Nennung von Trixen als „Truhsna“ datiert aus dem Jahre 822, als dortiger Besitz an das Kloster Innichen übertragen wurde. Nach einer Urkunde aus dem Jahr 895 schenkte König Arnulf von Kärnten das Trixental mit zwei Burgen und dem Wald auf dem Diexer Berg seinem Getreuen Waltuni. Diese beiden Burgen waren wahrscheinlich die Festen Ober- und Mittertrixen oder vielleicht eine der beiden und die Burg Waisenberg.
Durch die Schenkungen und Vermächtnisse der Friesach-Zeltschacher Gräfin Hemma von Gurk aus den Jahren 1042 bis 1045 kam Trixen, das sogar als Grafschaft (comitatus Truhsinensis, comitatus Truhnensis) bezeichnet wird, an das Stift Gurk, ein Nonnenkloster. Die Trixener Schlösser werden zwar nicht explizit erwähnt, wohl aber eine suburbana curtis nächst der urbs Truhsen, also ein Herrenhof am Fuße der Burg, mit 40 Huben, sowie alle Trixener Weinberge.
1043 erwarb Hemma vom Salzburger Erzbischof Baldwin das Tauf-, Begräbnis- und Zehentrecht für ihre Trixener Kirchen St. Lambert (auf dem Lamprechtskogel), St. Georgen (Sankt Georgen am Weinberg) und St. Margarethen (ob Töllerberg), die sie schon erbaut oder gegründet hatte.
1072 wurde das Nonnenstift von Erzbischof Gebhard aufgelöst und Trixen ins neu gegründete Bistum Gurk integriert.
Der zweite Gurker Bischof, Berthold aus der Familie der Grafen von Zeltschach (1090–1106), der während des Investiturstreites gegen den Willen der päpstlichen Partei eingesetzt und deshalb von ihr als intrusus (Eindringling) bezeichnet wurde, vergab die Trixener Schlösser mit allem Zugehör als Lehen an den Spanheimer Grafen Engelbert II. († 1141), den späteren Kärntner Herzog, den sein Bruder Bernhard beerbte, der wiederum oft auch als „Graf von Trixen“ bezeichnet wird. Das Lehensband geriet allmählich in Vergessenheit. Anderen Quellen zufolge verschleuderte Bischof Berthold das Gurker Eigentum verkaufsweise, um sich selbst als Bischof halten zu können.
Nach dem Tod Graf Bernhards 1147 fielen dessen untersteirische Güter und Rechte an den steirischen Markgrafen Ottokar III., bezüglich der Herrschaft Trixen ist die Lage nicht so eindeutig. Vor allem die Nachkommen Reimberts I. von Trixen wurden Dienstmannen Ottokars, andere wiederum Gurker oder Kärntner Ministerialen.
Einige Trixener Mannen standen im Erbstreit gegen Poppo von Peggau († nach 1173) um Zeltschach auf Seiten Gurks und werden im Dokument über den Vergleich 1160 ausdrücklich zu den Hochstiftsministerialen gezählt.
Gurk blieb im Trixener Raum begütert und Bischof Heinrich I. (1167–1174) gelang es sogar, die Burg Waisenberg zurückzukaufen.

### Trixener
In der Spanheimer Zeit werden allmählich die Namen der Trixener Ministerialen fassbar, die auf den Burgen saßen, sie verwalteten und jedenfalls bis 1147 im spanheimischen Gefolge standen.
A: Gerolt und Reginhoh, Brüder, 1106
- Zweite Generation:

B: Percrat, nach 1147 Ministeriale von Ottokar III.
B: Reimbert/Reginbert I. (1123–1147), manchmal als „Freier“ angesprochen
C: Cholo I. (1125/30–1181), 1155 „nobilis“, steirischer Ministeriale, zeitweise Vogt von Stift Eberndorf, erbaute mit Bruder Heinrich vor 1161 Burg, Kirche und Markt Unterdrauburg/Dravograd widerrechtlich auf St. Pauler Klostergrund, Vergleich mit Schadenersatz an St. Paul nach 1177 (gemeinsam mit Bruder)
C: Heinrich I. (1147–1194), 1155 „nobilis“, 1189 Zeuge unter den Styrenses in der Urkunde Graf Alberts von Bogen, in der Albert Gurkfeld/Krško an Salzburg verpfändet, ⚭ Mathilde, Tochter des Grafen Konrad I. von Valley-Wittelsbach, Witwe nach Graf Siegfried II. von Lebenau († 1164)
D: Cholo II. (um 1183–1227), steirischer Ministeriale, „nobilis miles“, „miles“
D: Gottfried II. (um 1185–1218), steirischer Ministeriale, ab 1193 auch „von Grafenstein“ (heute Burg Altgrafenstein/Lerchenau), damit auch Kärntner Ministeriale
E: Elisabeth († vor 1273)
E: Heinrich von Grafenstein (1240, auf Pernstein)
F: Ulrich von Trixen (1255–1306 auf Pernstein), ⚭ NNw von Kapellen
G: Gottfried (1306–1324)
G: Hadmar (1307)
F: Cholo
F: Gottfried (1255–1299), ⚭ NNw von Zelking(?)
G: Libaun (1306–1333), ⚭ Helka
H: Hartnid von Truchsen (1337)
G: Ludwig (1307)
F: Margareta, ⚭ Philipp von Polheim († 1313)
D: Otto I. (um 1183–1237), meist „von Drauburg“
E: Heinrich III./IV. (1217–1253), „von Trixen“, „von Drauburg“, Kämmerer und Amtsträger Herzog Friedrichs II. in Kärnten
D: Konrad (1187–1239), 1201 Salzburger Kapellan und Pfarrer von Mühldorf am Inn, 1222–1237 Abt von St. Paul
D: Albert (1187–1218), „von Trixen“, „von Mahrenberg“, ⚭ Gisela
E: Seifried von Mahrenberg († 1272), stiftete 1251 mit seiner Mutter Gisela das Dominikanerinnenkloster Mahrenberg (Radlje ob Dravi), erstattete St. Paul die Burgen Mahrenberg und Niedertrixen, die seine progenitores (Vorfahren) widerrechtlich auf St. Pauler Klostergrund erbaut hatten, und erhielt sie als Lehen auf Lebenszeit
C: Gottfried I. (1147, 1151)
C: Reginbert II. (1147, 1151)
D:? Reginbert III. (1193–1208), Besitzer von Drauburg (als Erbe an Otto I.)
C: Ortolf I. (1161/1162), auch „senior de Traberch“ (Unterdrauburg/Dravograd), steirischer Ministeriale
B: Volbert I. (um 1123–1147/1173), vielleicht 1173 Dienstmann Herzog Hermanns
C: Volbert II. von Trixen-Liebenberg
B: Wiker (um 1123–1152)
B: Walchun (um 1123–1147)
B: Gerloch (um 1123–1162/1171), 1154/1155 Ministeriale von Gurk